# Sandrine Holt
Sandrine Holt (născută Sandrine Ho, 19 noiembrie 1972) este o actriță canadiană.
1. ↑  Sandrine Holt, SNAC, accesat în 9 octombrie 2017
2. ↑  „Sandrine Holt”, Gemeinsame Normdatei, accesat în 29 aprilie 2014
3. ↑  Sandrine Holt, Filmportal.de, accesat în 9 octombrie 2017
4. ↑  „Sandrine Holt”, Gemeinsame Normdatei, accesat în 21 iulie 2015